# Taula de transició d'estats

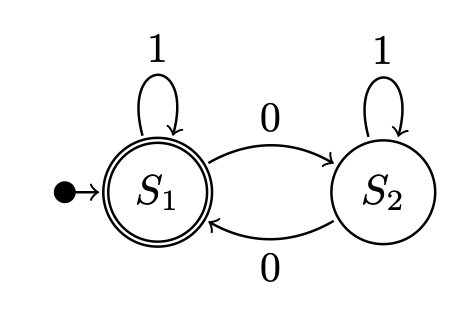
Figura 1 : exemple de diagrama d'estats

En la teoria dels autòmats i la lògica seqüencial, una taula de transició d'estats és una taula que mostra a quin estat (o estats en el cas d'un autòmat finit no determinista) es mourà una màquina d'estats finits, en funció de l'estat actual i altres entrades. És essencialment una taula de veritat en què les entrades inclouen l'estat actual juntament amb altres entrades, i les sortides inclouen l'estat següent juntament amb altres sortides.
Una taula de transició d'estats és una de les moltes maneres d'especificar una màquina d'estats finits. Altres maneres inclouen un diagrama d'estats.
Les taules de transició d'estats són de vegades taules unidimensionals, també anomenades taules de característiques. S'assemblen molt més a taules de veritat que a la seva forma bidimensional. La dimensió única indica entrades, estats actuals, estats següents i (opcionalment) sortides associades a les transicions d'estat.
| Entrada | Estat actual | Següent estat | Sortida |
| ------- | ------------ | ------------- | ------- |
| I 1     | S 1          | S i           | O x     |
| I ₂     | S 1          | S j           | O i     |
| …       | …            | …             | …       |
| I n     | S 1          | S k           | O z     |
| I 1     | S ₂          | S i′          | O x′    |
| I ₂     | S ₂          | S j′          | O i     |
| …       | …            | …             | …       |
| I n     | S ₂          | S k′          | O z′    |
| …       | …            | …             | …       |
| I 1     | S m          | S i″          | O x″    |
| I ₂     | S m          | S j″          | O i″    |
| …       | …            | …             | …       |
| I n     | S m          | S k″          | O z″    |

Taula de transició d'estats de la Figura 1 :
| Entrada etat actual | 0        | 1  |
| ------------------- | -------- | -- |
| S1                  | S₂       | S1 |
| S₂                  | {S1, S₂} | S₂ |